# (3819) Robinson
(3819) Robinson est un astéroïde de la ceinture principale, découvert le 12 janvier 1983 à la station Anderson Mesa par Brian A. Skiff.

## Orbite
L'orbite de (3819) Robinson se caractérise par un demi-grand axe de 2,77 UA, une excentricité de 0,14 et une inclinaison de 11,1° par rapport à l'écliptique.

## Classification
(3819) Robinson est un astéroïde de type A, donc riche (> 80 %) en olivine, au moins en ce qui concerne les roches de sa surface.